# Gare de Higashi-Maizuru
La gare de Higashi-Maizuru (東舞鶴駅, Higashi-Maizuru-eki) est une gare ferroviaire localisée dans la ville de Maizuru, dans la préfecture de Kyoto, au Japon. La gare est exploitée par la compagnie JR West, sur les lignes Maizuru et Obama.

## Service des voyageurs

### Desserte
La gare de Higashi-Maizuru est une gare disposant d'un quai et de deux voies.

| N° de voie | Ligne     | Direction                             |
| ---------- | --------- | ------------------------------------- |
| 1・2       | ▆ Maizuru | Nishi-Maizuru/Ayabe/Fukuchiyama/Kyoto |
| 1・2       | ▆ Obama   | Obama/Tsuruga                         |

| JR West                   |                   |                    |                   |                           |
| Direction Ayabe           | Ligne de Kakogawa | Ligne de Kakogawa  | Ligne de Kakogawa | Direction higashi-Maizuru |
| Nishi-Maizuru             |                   | Rapid Service 快速 |                   | Terminus                  |
| Nishi-Maizuru             |                   | Local 普通         |                   | Terminus                  |
| Direction Higashi-maizuru | Ligne de Obama    | Ligne de Obama     | Ligne de Obama    | Direction Tsuruga         |
| Terminus                  |                   | -                  |                   | Matsunoodera              |

- Le Limited Express Maizuru s'arrête à cette gare

| Limited Express |  |         |  |               |
| Terminus        |  | Maizuru |  | Nishi-Maizuru |